# 贡特尔·蒂尔施
贡特尔·蒂尔施（德語：Gunther Tiersch，1954年4月30日—），德国男子赛艇运动员。他曾代表西德参加1968年夏季奥林匹克运动会赛艇比赛，获得男子八人单桨有舵手金牌。